# Haromoni@
Haromoni@ (ハロモニ@) est une émission de télévision japonaise mettant en vedette les membres du populaire groupe de J-pop Morning Musume, parfois accompagnées d'autres membres du Hello! Project. Elle est diffusée chaque dimanche à l'heure du déjeuner à 11h30 d'avril 2007 à septembre 2008 sur TV Tokyo, et se compose de différentes séquences: jeux, sketchs, invités, chansons... La durée de l'émission est de 30 minutes avec publicité. Haromoni@ remplace la précédente émission des Morning Musume, Hello! Morning (ハロー! モーニング。, harō mōningu), souvent abrégé en Haromoni, d'où le nouveau titre, qui s'était arrêtée à la suite d'une baisse de l'audience le 1er avril 2007. Mais le nouveau concept ne marche pas mieux, et l'émission est définitivement supprimée au bout d'un an et demi.

## Participantes
- Ai Takahashi (5e génération, leader)
- Risa Niigaki (5e génération)
- Eri Kamei (6e génération)
- Sayumi Michishige (6e génération)
- Reina Tanaka (6e génération)
- Koharu Kusumi (7e génération)
- Aika Mitsui (8e génération)
- Jun Jun ("Li Chun", 8e génération)
- Lin Lin ("Qian Lin", 8e génération)